# Jaime Melo

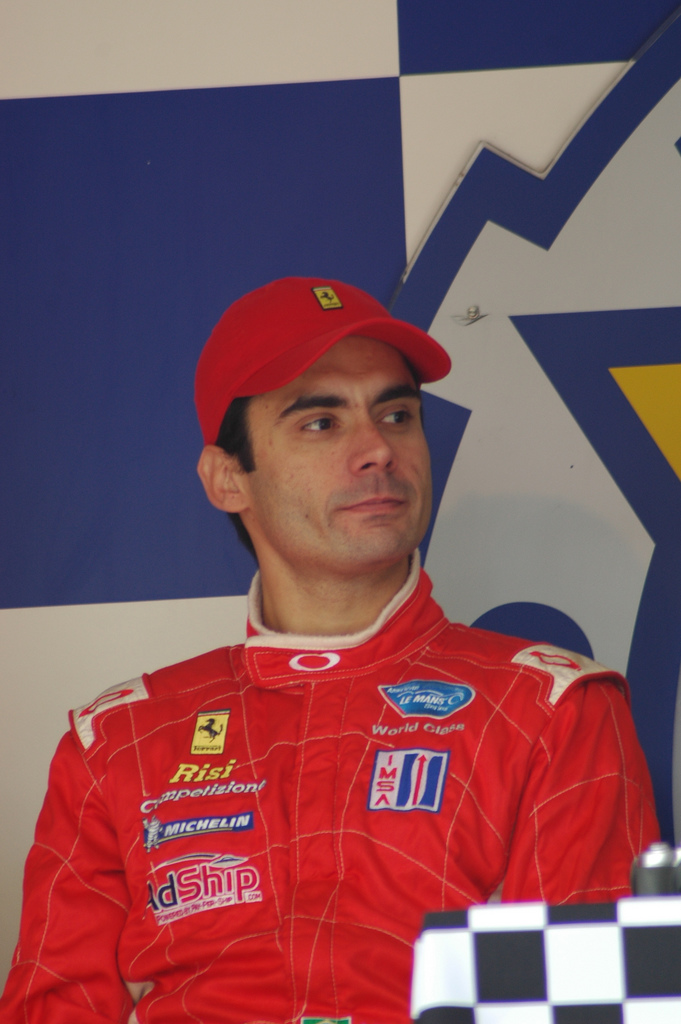
Jaime Melo

Jaime Melo (Cascavel, 24 april 1980) is een Braziliaans autocoureur.
Melo reed in 2000 en 2001 in de Formule 3000, waarin hij wat puntjes wist te sprokkelen.
Hij won in 2006 het FIA GT-kampioenschap in de GT2-klasse in een AF Corse Ferrari. In 2007 reed Melo in de ALMS GT2-klasse; hij wist dit kampioenschap te winnen. Hij nam ook deel aan de 24 uur van Le Mans, maar hij viel uit.